# Anthony Doyle
Anthony Paul „Tony” Doyle (ur. 19 maja 1958 w Ashford, zm. 30 kwietnia 2023) – brytyjski kolarz torowy i szosowy, siedmiokrotny medalista torowych mistrzostw świata.

## Kariera
Pierwszy sukces w karierze Anthony Doyle osiągnął w 1978 roku, kiedy zdobył brązowe medale w indywidualnym i drużynowym wyścigu na dochodzenie podczas igrzysk Wspólnoty Narodów w Edmonton. Dwa lata później, podczas mistrzostw świata w Besançon Brytyjczyk zwyciężył w indywidualnym wyścigu na dochodzenie, bezpośrednio wyprzedzając Holendra Hermana Ponsteena i Duńczyka Hansa-Henrika Ørsteda. W tym samym roku brał również udział w igrzyskach olimpijskich w Moskwie, gdzie w drużynowym wyścigu na dochodzenie wraz z kolegami z reprezentacji zajął siódmą pozycję. W latach 1984–1988 w swojej koronnej konkurencji zdobył pięć medali: złoty na mistrzostwach w Colorado Springs (1986), srebrne na mistrzostwach w Barcelonie (1984), mistrzostwach w Bassano (1985) i mistrzostwach w Gandawie (1988) oraz brązowy na mistrzostwach w Wiedniu (1987). Na wiedeńskich mistrzostwach zdobył ponadto srebrny medal w wyścigu punktowym, przerywając tylko z Ursem Freulerem ze Szwajcarii. Ponadto wielokrotnie zwyciężał w zawodach cyklu Six Days oraz w głównie krajowych wyścigach szosowych.